# ステップス・アヘッド
ステップス・アヘッド（Steps Ahead）はアメリカのジャズ・フュージョン・バンド。
最初期の顔ぶれは、マイク・マイニエリ（ヴィブラフォン）、マイケル・ブレッカー（テナー・サックス）、スティーヴ・ガッド（ドラムズ）、エディ・ゴメス（ベース）、ドン・グロルニック（ピアノ）。ファースト・アルバム『スモーキン・イン・ザ・ピット』には、特別ゲストとして渡辺香津美（ギター）も参加している。この2枚組のライブ・アルバムは1979年12月15日と16日に六本木ピットインにて録音された。2作目となるスタジオ・アルバム『ステップ・バイ・ステップ』、続く3作目ライブ・アルバム『パラドックス』までの作品は、「ステップス」の名義でリリースされた。
以降「ステップス・アヘッド」名義で発売されたアルバムの参加メンバーには、イリアーヌ・イリアス、ピーター・アースキン、デニス・チェンバース、ウォーレン・バーンハート、レイチェルZ、ダニー・マッキャスリン、チャック・ローブ、ヴィクター・ベイリー、トニー・レヴィン、ボブ・バーグ、ダリル・ジョーンズ、マイク・スターン、リチャード・ボナ、アンソニー・ジャクソン、ビル・エヴァンス、マーク・ジョンソン、スティーヴ・スミス、トム・ケネディなどがいる。

## ディスコグラフィ

### スタジオ・アルバム
- 『ステップ・バイ・ステップ』 - Step by Step (1981年、Better Days) ※1980年録音
- 『ステップス・アヘッド』 - Steps Ahead (1983年、Elektra/Musician)
- 『モダン・タイムズ』 - Modern Times (1984年、Elektra/Musician)
- 『マグネティック』 - Magnetic (1986年、Elektra/Musician)
- 『ニューヨーク・シティ』 - N.Y.C. (1989年、Intuition)
- 『陰陽』 - Yin-Yang (1992年、NYC)
- 『ヴァイブ』 - Vibe (1994年、NYC)
- 『ステッピン・アウト』 - Steppin' Out (2016年、Jazzline) ※2006年4月録音

### ライブ・アルバム
- 『スモーキン・イン・ザ・ピット』 - Smokin' in the Pit (1981年、Better Days) ※1980年12月録音
- 『パラドックス』 - Paradox - Live At Seventh Avenue South (1982年、Better Days) ※1981年9月録音
- 『ライヴ・イン・トーキョー 1986』 - Live in Tokyo 1986 (1994年、NYC) ※1986年7月30日録音。西五反田「東京簡易保険ホール」におけるライブ
- Holding Together (2005年、NYC)

※このバンドのアルバムは、ワーナー・ミュージック傘下のエレクトラ・レコードから発売されていたが、2004年、同レーベルは休止された。